# Гимнокалициум ярко-красный
Гимнокалициум ярко-красный (лат. Gymnocalycium carminanthum) — кактус из рода Гимнокалициум.

## Описание
Плоскошаровидный стебель этого вида достигает размера максимум 10 см в диаметре и высоту около 5—7 см. Разделён на 9—11 малозаметных рёбер, состоящих из бугорков. На каждой ареоле имеется 5—9 радиальных боковых колючек, которые имеют серовато-коричневый цвет, а центральных колючек либо нет совсем, либо они растут из верхнего края ареолы и направлены вверх.
Цветок диаметром 6 см распускается на верхушке растения и имеет ярко-красный цвет.
Плод имеет очень мелкие семена.

## Распространение
В природе данный вид обитает среди гор Сьерра-Амбато в аргентинской провинции Катамарка на прогалинах в лиственных лесах на высоте 1500 метров.